# Narycia nemorivaga
Narycia nemorivaga är en fjärilsart som beskrevs av Turner 1916. Narycia nemorivaga ingår i släktet Narycia och familjen säckspinnare. Inga underarter finns listade i Catalogue of Life.